# Petr Rybář
Ing. Petr Rybář (* 11. listopadu 1945 Brno) je zakladatel Plzeňské banky, politik a starosta plzeňské jednoty Orla. V 60. letech se stal známým díky svému angažmá v organizaci Svazu vysokoškolského studentstva, když se stal v květnu 1968 jeho prvním předsedou. Po listopadu 1989 vystřídal řadu funkcí v rámci KDU-ČSL a působil i jako její generální sekretář. Od listopadu 1990 až do prosince 1992 byl náměstkem primátora města Plzeň pro ekonomiku. V roce 2014 se uchází o senátorské křeslo v obvodu Plzeň - město. Je ženatý s operní pěvkyní a hudební pedagožkou Lilkou Ročákovou, s níž má dvě dospělé děti.

## Životopis
Vyrůstal pouze s matkou, která pracovala jako prodavačka. Vedla opravnu plnicích per a panenek, později oddělení v obchodním domě Prior. V letech 1960 – 63 absolvoval Střední všeobecně vzdělávací školu a po maturitě začal studovat Výrobně-ekonomickou fakultu Vysoké školy ekonomické v Praze, kterou dokončil v roce 1968.
V roce 1968 se jako student zúčastnil zasedání Vysokoškolské rady ÚV ČSM. Navrhl její zrušení a založení přípravného výboru nové organizace vysokoškoláků a stal se jeho předsedou. Po založení Svazu vysokoškolského studentstva, který byl založen v květnu 1968 v Olomouci, byl Petr Rybář zvolen jeho prvním předsedou. V červenci 1968, po přijetí ústavního zákona o vzniku československé federace, byl jako zástupce studentstva zvolen poslancem nově vzniklé České národní rady a stal se členem jejího předsednictva, které se stalo hlavním orgánem obnoveného českého sněmu. Mandát poslance zastával do podzimu následujícího roku, kdy byl z důvodu své angažovanosti v demokratizačním procesu v roce 1968 zbaven mandátu.
V roce 1969 se oženil se zpěvačkou Lilkou Ročákovou a v květnu následujícího roku se jim narodilo první dítě. V té době vystřídal několik zaměstnání, aby zajistil existenci své vlastní rodiny. Pracoval na Finanční správě, kterou však musel po roce opustit, poté byl nočním hlídačem a nakonec skončil jako dělník na stavbě elektrárny Tušimice II. v severních Čechách. Po mnoha peripetiích mu bylo na podzim 1971 dovoleno ukončit VŠE obhajobou diplomové práce na téma: Způsoby a metody centrálního ovlivňování struktury průmyslové výroby.
Od roku 1973 byl zaměstnán jako referent ve Státní bance československé (SBČS), nejprve na pobočce Praha 5 a dva roky nato začal pracovat na Oborovém oddělení pro všeobecné strojírenství II. na ústředí SBČS. V roce 1980 se z rodinných důvodů přestěhoval do Plzně, kde pracoval opět v SBČS v oddělení pro VHJ Škoda.
V letech 1989 až 1990 se podílel na budování plzeňské krajské pobočky Investiční banky. Jako náměstek primátora města Plzně pro ekonomiku byl také autorem projektu opětovného založení Plzeňské banky, což se mu po velikém úsilí koncem roku 1992 nakonec podařilo. Mezi akcionáři Plzeňské banky a. s. byla např. města Plzeň a Liberec, Česká pojišťovna a PVT Praha. Protože se nepodařilo najít odpovídajícího kandidáta na funkci generálního ředitele, splňujícího přísné podmínky ČNB, byl akcionáři pověřen, aby se této funkce ujal sám. Za jeho vedení implementovala Plzeňská banka jako druhá v republice moderní vyspělý elektronický informační systém a ve velmi krátké době devíti měsíců začala poskytovat své služby veřejnosti. Při předepsaném zvyšování základního jmění banky se jejím akcionářem stala a.s. Motoinvest, která se později stala akcionářem majoritním a nakonec jediným. Generálním ředitelem banky byl do konce srpna r. 1996, kdy se začal naplno věnovat práci pro KDU-ČSL.

### Působení v Plzeňské bance
Plzeňská banka vešla ve známost během tzv. Třetí vlny privatizace. Cílem této "třetí vlny" bylo odkoupit akcie od drobných akcionářů, které získali během tzv. kuponové privatizace, posléze akcie soustředit do větších balíků, a ty buď prodat, nebo ponechat v nějaké ze získaných investičních společností. V případě Plzeňské banky všichni dostali za své akcie zaplaceno a nikdo neprodělal, protože průvodním jevem kampaně k tzv. Třetí vlně privatizace byl nárůst ceny akcií.
Důsledkem kauzy CS fondů, k níž došlo v březnu 1997, Plzeňská banka nakonec zanikla. Samotní klienti Plzeňské banky poškozeni nebyli, protože jejich vklady byly vyplaceny. V době kauzy CS fondů pracoval Petr Rybář již půl roku jako generální sekretář KDU-ČSL a žádnou funkci ani v managementu, ani v orgánech Plzeňské banky nezastával.

### Politická činnost
V listopadu 1989 se Petr Rybář zapojil do činnosti Koordinačního centra Občanského fóra v Plzni a v prosinci 1989 vstoupil do ČSL a v této straně aktivně působí dodnes. V roce 1990 se podílel na přípravě zářijového sjezdu ČSL ve Žďáru nad Sázavou, na němž byl zvolen do čela strany Josef Lux. Od listopadu 1990 až do prosince 1992 zastával funkci náměstka primátora města Plzeň pro ekonomiku. V letech 1990 až 1997 byl předsedou městské organizace ČSL (KDU-ČSL) v Plzni a po obnovení krajských organizací se stal v roce 1995 krajským předsedou a tuto funkci vykonával do dubna 2015.
Od jara 1990 byl členem Ústředního výboru ČSL a od podzimu 1993 členem předsednictva strany. V roce 1990 byl zvolen předsedou přípravného výboru České zemské organizace ČSL a po jejím založení se v roce 1991 stal místopředsedou této zemské organizace. V září 1996 nastoupil na výzvu Josefa Luxe do funkce generálního sekretáře KDU-ČSL, v níž pracoval do října 2007. Podílel se mj. na organizačním a finančním zajištění opravy a rekonstrukce sídla strany, Paláce Charitas.
Ve volbách do Senátu PČR v roce 2014 ve dnech 10. a 11. října kandidoval za KDU-ČSL v obvodu č. 9 – Plzeň-město. Se ziskem 5,07 % hlasů skončil na 6. místě a nepostoupil tak do druhého kola.